# Grimaud
Grimaud ist ein heilklimatischer Ort und eine französische Gemeinde mit 4557 Einwohnern (Stand 1. Januar 2022) an der Mittelmeerküste (Côte d’Azur) im Département Var in der Region Provence-Alpes-Côte d’Azur. Sie gehört zum Kanton Sainte-Maxime im Arrondissement Draguignan. Sie besteht aus den Ortsteilen Grimaud-Village, Port Grimaud, Saint-Pons-les-Mûres und Beauvallon.

## Geographie

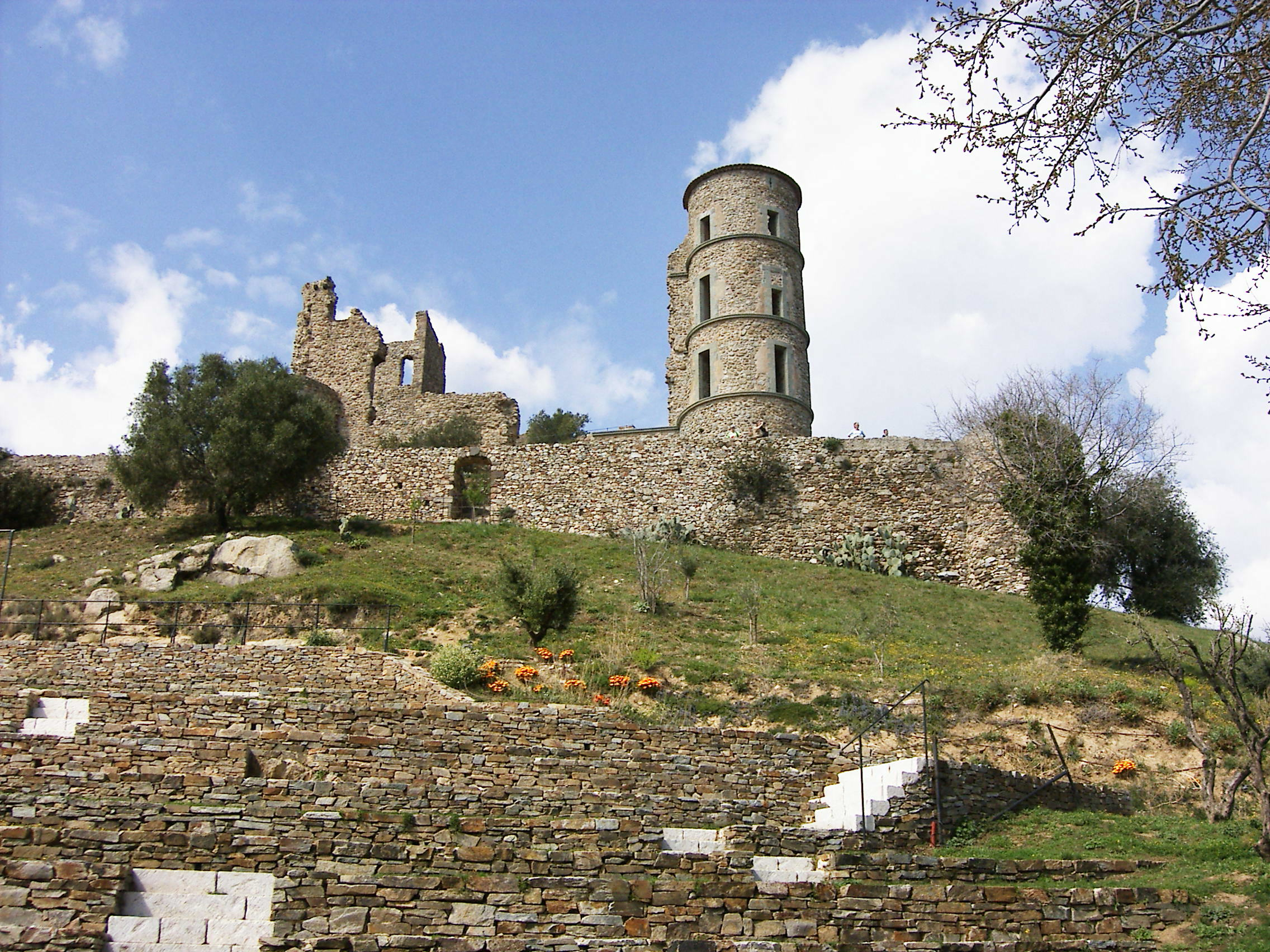
Burgruine Grimaud

Überragt von den Ruinen seiner Burg aus dem 11. Jahrhundert beherrscht der hochgelegene Ort die Bucht des Golfes von Saint-Tropez, der während der Französischen Revolution Golf von Athenopolis und später Golf von Grimaud hieß.
Der zum größten Teil noch mittelalterlich wirkende Ort liegt zwischen der Hauptstraße D 588 und der Burganlage, am Fuße des stark bewaldeten Maurenmassivs, das sich von Hyères und Pierrefeu-du-Var nach Osten hin bis Fréjus erstreckt.
Aufgrund seiner erhöhten Lage, mit Blick auf den das Maurenmassiv überquerenden Pass in La Garde-Freinet, spielte Grimaud vor allem während des ganzen Mittelalters und später bis in das 18. Jahrhundert hinein bei den Sarazeneneinfällen und während deren Besatzungszeit eine wichtige Rolle in der Linie des Frühwarnsystems der regionalen villages perchés (Orte in Höhenlage, hier: Ramatuelle, Gassin, Grimaud, La Garde-Freinet mit seinem sogenannten Sarazenen-Fort, Le Vieux-Cannet bei Le Luc). Durch seine Position war der Ort bei der Verteidigung gegen Überfälle und Einfälle jeglicher Art (z. B. Seeräuber usw.) von strategischer Bedeutung.
Von den teilweise restaurierten Ruinen der Burg bietet sich ein Blick auf die umliegenden Hügel des Maurenmassivs, mit seinen (Kork-)eichen-, Kastanien- und Pinienwäldern, sowie den Golf von Saint-Tropez, an dem auch das zur Gemeinde gehörende Port-Grimaud liegt.
Der Ort, mit seinen alten Gassen und Brunnen restauriert. Einige Häuser gehen bis auf das 15. und 16. Jahrhundert zurück, manche haben Steinmauern im alten Stil, andere sind in den hellen Pastellfarben der Provence gehalten. Eine Reihe von alten Türfassungen und -stürzen sind aus großen, polierten Steinplatten – entweder schwarze Lava oder dunkelgrüner Serpentin – gefertigt.

## Geschichte
Prähistorische Funde (Menhire) und zahlreiche Spuren aus gallorömischer Zeit bezeugen, dass der Felshügel von Grimaud schon sehr früh, sicher aber schon zu gallorömischer Zeit besiedelt war. Grimaud soll der antike Hafen Sambracis gewesen sein, da das Meer zur damaligen Zeit weit in die heute sehr fruchtbare Ebene zwischen den Flüsschen Giscle und Garde hineinreichte: zwei Meter hohe, in die Erde eingelassene Steine sind bei Ausgrabungen als Anlegestelle eines römischen Hafens gedeutet worden. Außerdem wurden viele Keramikreste, Amphoren und Ziegel aus jener Zeit gefunden.
Durch seinen Sieg in der Schlacht von Tourtour 973 vertreibt Wilhelm I., „der Befreier“, die Sarazenen aus dem Freinet, einem Gebiet, das sich heute etwa zwischen Saint-Tropez und La Garde-Freinet sowie zwischen Sainte-Maxime und Cavalaire-sur-Mer erstrecken würde. Dabei steht ihm ein Gibelin de Grimaldi zur Seite, der dafür die Nutzung des Lehens Grimaud erhält. Ob dieser Grimaldi etwas mit dem Fürstenhaus der Grimaldi von Monaco zu tun hat, ist nicht endgültig geklärt, da dieses Adelsgeschlecht erst seit dem 12. Jahrhundert in Genua bezeugt ist und erst Ende des 13. Jahrhunderts bzw. Anfang des 15. Jahrhunderts (allein) die Herrschaft über Monaco erlangt.
Das um die Mitte des 11. Jahrhunderts in einem Dokument der Abtei Saint-Victor in Marseille zum ersten Mal als Grimal und castrum erwähnte Grimaud hat eine frühere Anlage ersetzt. Diese ist vom 12. bis 14. Jahrhundert kontinuierlich erweitert worden. Während der Herrschaft der Geschlechter der Vicomtes von Marseille, der Pontevès, von Jean de Cossa und der Familie der Castellane sind auch die Abteien von Saint-Victor, Lérins, Le Thoronet und der Bischof von Fréjus im Lauf der Jahrhunderte Teilhaber am Besitztum Grimaud, das im 18. Jahrhundert den Titel eines Marquisats führt.
Infolge der Religionskriege (1562–1598) wurde die Burg, die mittlerweile Schlosscharakter hat, aufgegeben und unter Richelieu zerstört. Es folgte ein Neubau, von dem heute zwei Türme zu sehen sind. Während der Französischen Revolution verwahrloste die Anlage. Heute steht sie, ebenso wie einige andere Bauten, unter Denkmalschutz (Monument historique).

## Sehenswürdigkeiten

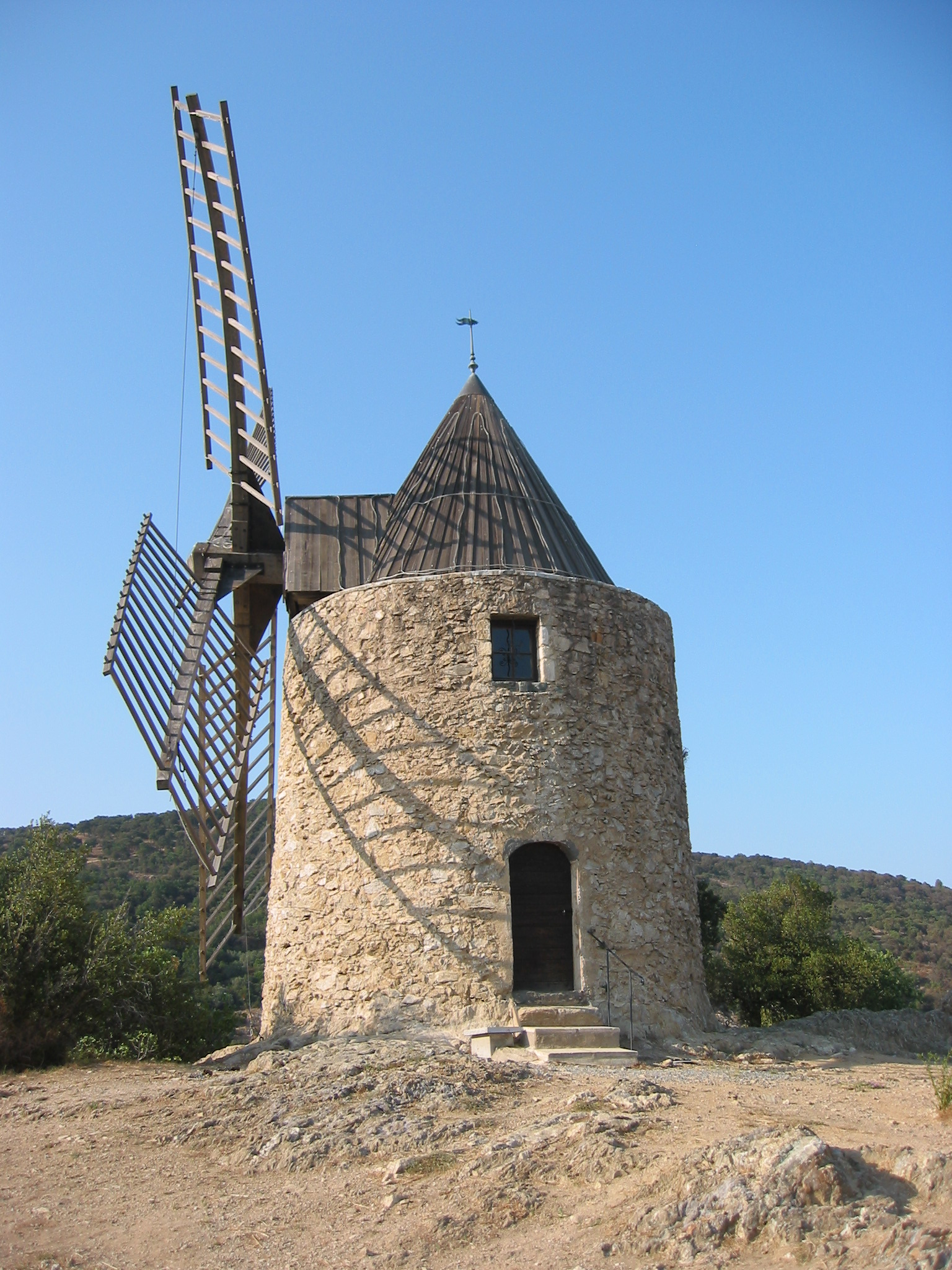
Alte Dorfmühle

- Ruinen der Burg Grimaud mit der bis zu sieben Meter hohen Ringmauer
- Romanische Pfarrkirche Saint-Michel vom Ende des 12. Jahrhunderts; dreijochiges Schiff mit Halbkuppelapsis; Rundbogenportal. Taufbecken aus Carrara-Marmor aus dem 12. Jahrhundert; moderne Fenster von 1975
- Büßerkapelle (Chapelle des Pénitents) vom Ende des 15. Jahrhunderts
- Kapelle Saint-Roch, 17. oder 18. Jahrhundert
- Notre-Dame de la Queste, Kapelle aus dem 11. Jahrhundert
- Straße der Tempelritter (Rue des Templiers) mit ihrem Arkadenhaus aus dem 15. Jahrhundert
- Alte Dorfmühle (Moulin Saint-Roch), seit 1990 wieder funktionsfähig
- Feenbrücke (Pont des Fées), 15./16. Jahrhundert, unterhalb des Friedhofs. Über sie führte eine noch zum Teil erhaltene Wasserleitung hoch zur Burg.
- Monumentale Brunnenanlage, Place Neuve: Im Jahr 1886 wurde zum ersten Mal mit Hilfe einer Dampfmaschine das Wasser aus einer Quelle in der Ebene hierhin hoch ins Dorf gepumpt.
- Museum für Volkskunst und -tradition. Dieses befindet sich in den Gebäuden einer früheren Ölmühle und einer alten Korkfabrik unmittelbar an der D 588.
- Mehrere Kunstgalerien
- Zur Gemeinde gehört auch der Ortsteil Port-Grimaud, eine Art modernes Venedig, heute eine touristische Attraktion; dieser Ort wurde 1968 von dem elsässischen Architekten François Spoerry in La Foux am inneren Ende des Golfes von Saint-Tropez errichtet.
- Menhire von Couzes

## Wirtschaft

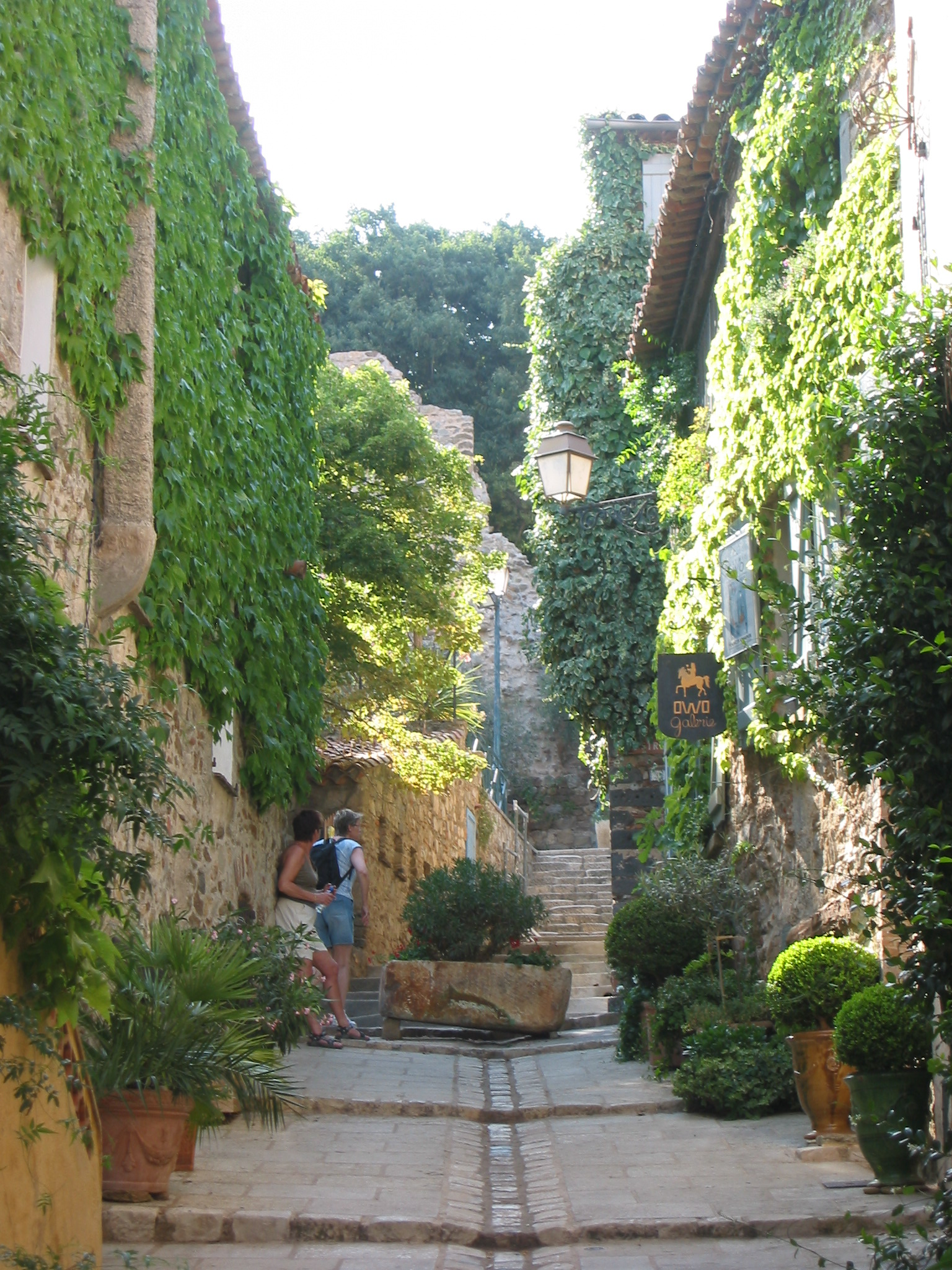
Zur Burg führende Gasse

Haupteinnahmequelle der Gemeinde ist der Tourismus.
Weitere Erwerbszweige sind: Weinbau (Weinbaudomänen; Winzergenossenschaft: Weine mit Qualitätssiegel AOC „Côtes de Provence“), Kork, Blumen, Bienenzucht. Landwirtschaftliche Genossenschaft. Sand- und Porphyrgewinnung.

## Waldbrände
Seit Jahrhunderten kommt es bei Grimaud im Sommer in der ausgedörrten, mit Pinien bewachsenen Umgebung immer wieder zu verheerenden Waldbränden.

## Feste und Veranstaltungen
- Wollfest (Foire de la Laine), Christi Himmelfahrt
- Mühlenfest (Fête du Moulin), Juni
- Michaelsfest (Fête de la Saint-Michel), September
- Hubertusfest (Fête de la Saint-Hubert), November
- Kunstausstellung von Les Peintres de Grimaud in der Salle Beausoleil, April und September
- Musikfest Les Grimaldines, Musik der Welt, im Juli/August. Hierbei finden tagsüber im Ort Mini-Konzerte, Umzüge usw. statt, anschließend Musikabende im Freilichttheater auf der Burg.
- Trödelmarkt (Brocante), erster Sonntag im Monat. Ein weiterer Floh-Trödelmarkt findet jeden Sonntagmorgen am Jas de Robert (Richtung Sainte-Maxime) statt.
- Markttag (Place Vieille), donnerstags

## Literatur

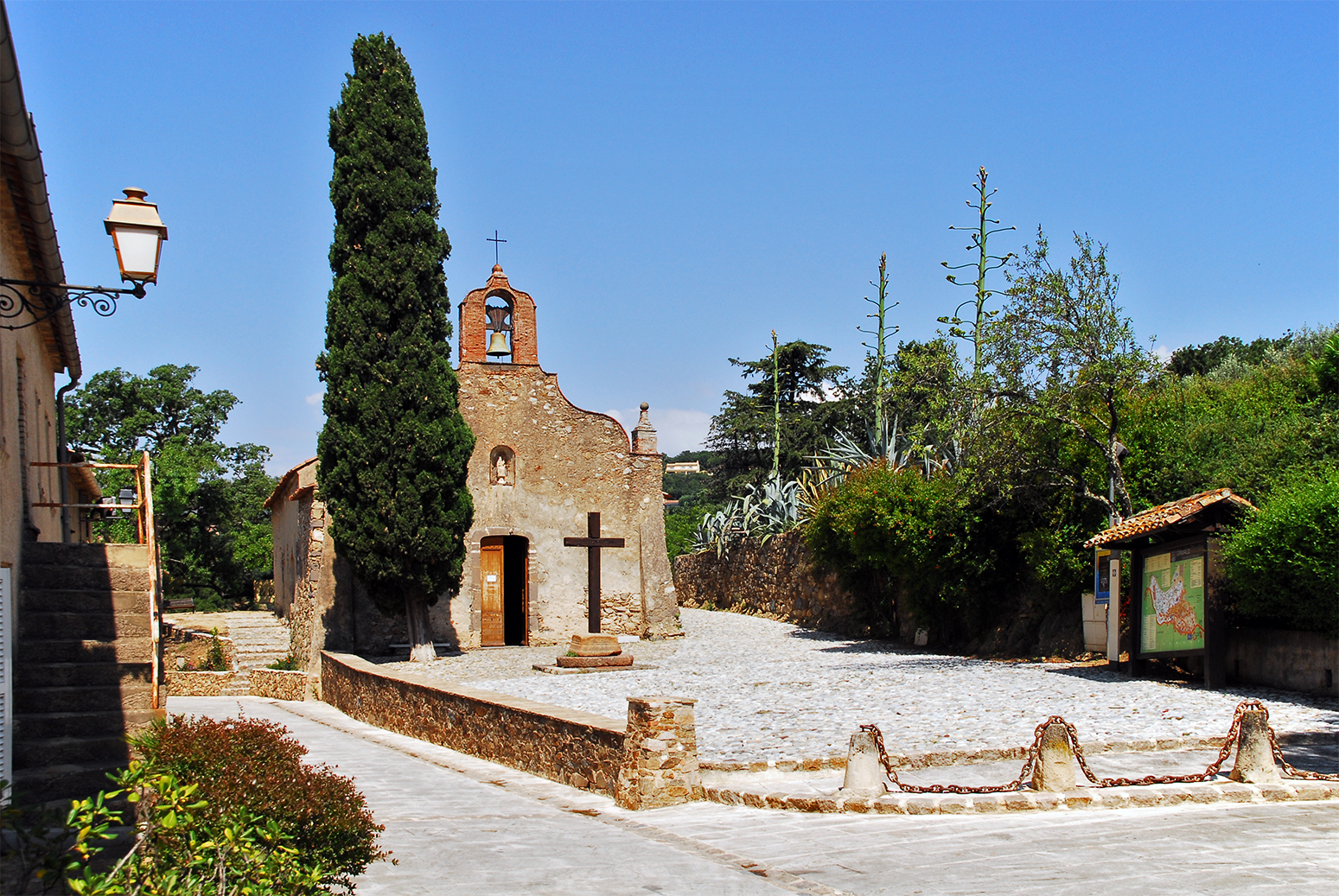
Chapelle des Pénitents